# Symplectoscyphus sibogae
Symplectoscyphus sibogae is een hydroïdpoliep uit de familie Sertulariidae. De poliep komt uit het geslacht Symplectoscyphus. Symplectoscyphus sibogae werd in 1924 voor het eerst wetenschappelijk beschreven door Billard. 